# Glênio Póvoas
Glênio Nicola Póvoas é um cineasta brasileiro e professor de cinema da Pontifícia Universidade Católica do Rio Grande do Sul (PUCRS).
Conforme seu currículo Lattes, é mestre em Ciências da Comunicação pela Universidade de São Paulo (1999) e doutor em Comunicação Social pela Pontifícia Universidade Católica do Rio Grande do Sul (2005).
Em sua tese de doutorado, buscou dados sobre as primeiras filmagens realizadas no Rio Grande do Sul."
Como escritor lançou um livro sobre a história e análise crítica sistematicamente comentada do filme gaúcho de Salomão Scliar; 'Vento Norte', de 1951. O livro foi escrito originalmente como dissertação apresentada à Escola de Comunicações e Artes da Universidade de São Paulo, como exigência parcial do Curso de Pós-Graduação para obtenção do título de Mestre em Ciências da Comunicação.
Participou das seguintes produções:
- Oscar Boz (12 min, cor, 2004) - como roteirista[2]
- Benjamim (2003) - como roteirista[3]
- "A Ferro e Fogo" (2003): Série de TV (episódio "Guerra do Paraguai") (episódio "Maragatos e Chimangos: a lança contra a metralhadora")  - como roteirista
- "Contos de Inverno" (2001) Série de TV (episódio "A importância do currículo na carreira artística")  - como roteirista[4]
- "Mundo Grande do Sul" (2001) Série de TV (episódio "O povo do livro")  - como roteirista
- "Memorial de Maria Moura" (1994) - Como colaborador[5]
- Passageiros (1987) - Como co-diretor (direção de Carlos Gerbase)[6]